# Дубочица (Љубиње)
Дубочица је насељено мјесто у општини Љубиње, Република Српска, БиХ. Према попису становништва из 1991. у насељу је живјело 160 становника.

## Становништво
| Националност       | 1991. | 1981. | 1971. | 1961. |
| Срби               | 160   | 164   | 173   | 167   |
| остали и непознато |       |       | 1     |       |
| Укупно             | 160   | 164   | 174   | 167   |

| Демографија | Демографија | Демографија |
| Година      | Становника  | Становника  |
| ----------- | ----------- | ----------- |
| 1948.       | 139         |             |
| 1953.       | 151         |             |
| 1961.       | 167         |             |
| 1971.       | 174         |             |
| 1981.       | 164         |             |
| 1991.       | 160         |             |